# 帕尔曼江·克尤木
帕尔曼江·克尤木（2001年2月1日—），中華人民共和国足球运动员，籍貫新疆，现效力于中甲球队广州足球俱乐部，司职边前卫和边锋。